# Pseudantheraea discrepans
Pseudantheraea discrepans este o specie de molie din familia Saturniidae. Este întâlnită în Africa, din Coasta de Fildeș până în Uganda la nord și din Angola până în Republica Democrată Congo la sud. 
Larvele au fost observate hrănindu-se cu specia Entandrophragma angolense. 